# Your Shape
Your Shape es una serie de juegos desarrollados por Ubisoft para varios sistemas de consolas y PC, centrado en el cuerpo físico, fue creado en colaboración con NASA y también es utilizado por él.

## Your Shape
El juego Your Shape lanzado para Wii requiere Ubisoft Motion Tracking Camera así el juego puede seguir el movimiento del cuerpo mientras realiza diferentes ejercicios. 
Your Shape fue lanzado en dos ediciones diferentes, para EE. UU. y Europa. La versión de EE. UU. fue lanzada como Your Shape featuring Jenny McCarthy que contiene un vídeo de Jenny McCarthy contando su experiencia usando el juego. También está la versión Europea del juego que tiene una portada diferente y está disponible en diferentes idiomas.
Hay varias versiones de este juego que tiene personas diferentes que recomiendan el producto, y las portadas cambian de acuerdo al país:
- USA: Jenny McCarthy
- España: Estela Giménez
- Alemania: Annemarie Warnkross
- Italia: Maddalena Corvaglia
- Francia: Nathalie Simon
- Australia: Michelle Bridges

## Your Shape - Fitness Evolved

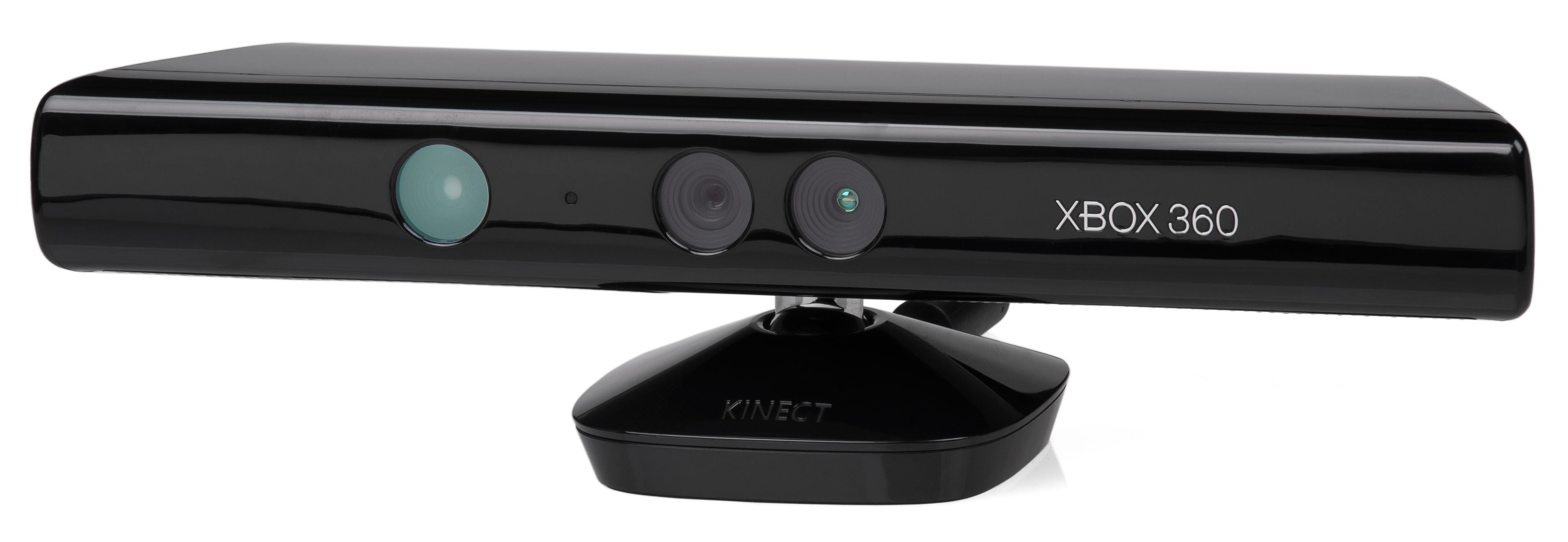
Microsoft Xbox 360 Kinect

Your Shape Fitness Evolved es la última versión de esta serie disponible para Xbox 360. Fue lanzado el 4 de noviembre de 2010, y utiliza un sensor de Microsoft Kinect. Los usuarios controlan el juego utilizando su voz y los movimientos del cuerpo. El juego incluye sesiones de entrenamiento creado por la revista Men's Health y Women's Healt.